# Station Borowiki
Station Borowiki is een spoorwegstation in de Poolse plaats Borowiki.